# Château de rêve
Pour plus de détails, voir Fiche technique et Distribution.
Château de rêve (parfois connu sous le nom Un château dans le Midi) est un film franco-allemand réalisé par Géza von Bolváry et Henri-Georges Clouzot, sorti en 1933.

## Synopsis
Des cinéastes tournent un film sur l'Adriatique. Le réalisateur demande au commandant d'un navire s'il peut avoir ses matelots comme figurants et lui-même dans un petit rôle de prince. Le commandant est réellement un prince, d'où imbroglio qui se termine par un mariage d'amour.

## Fiche technique
- Titre : Château de rêve ou Un château dans le Midi
- Réalisation : Géza von Bolváry et Henri-Georges Clouzot
- Scénario : Hans Heinz Zerlett
- Dialogues : Henri-Georges Clouzot
- Producteur : Fritz Fromm
- Société de production : Boston Film et Universum Film (UFA)
- Musique : Franz Grothe
- Photographie : Fritz Arno Wagner
- Montage : Hermann Haller
- Décors : Emil Hasler
- Costumes : Willi Ernst
- Pays d'origine :  France /  Reich allemand
- Format : Noir et blanc - 35 mm - 1,37:1 - Son : mono
- Genre : Comédie
- Durée : 85 minutes
- Date de sortie : France : 8 décembre 1933
- Affiches : Jacques Bonneaud, Boris Grinsson (France)

## Distribution
- Edith Méra : Maria Foreni
- Lucien Baroux : Ottoni, l'opérateur
- Danielle Darrieux : Béatrix
- Jaque Catelain : Prince Mirano
- Marcel André : Le réalisateur
- Roger Dann : Tonio
- Adrien Le Gallo : Baron Billichini
- Pierre Sergeol : Deri
- Théo Tony : Le producteur
- Raymond Leboursier
- Marc Dantzer